# 任天堂DS
任天堂DS（官方简称DS，中文圈民间简称NDS）是日本電玩遊戲商任天堂開發的第三代掌上遊樂器。DS是Dual Screen（雙螢幕）的縮寫。主要的特徵包括雙螢幕顯示，其中下方的螢幕為觸控式螢幕；並配備有麥克風聲音輸入裝置和Wi-Fi無線網路功能。
任天堂DS在北美地區于2004年11月21日發售，12月2日在日本上市。台灣則於12月13日正式發售。而歐洲在2005年3月11日公開發售。中国大陆由神遊科技使用「iQue DS（iDS）」（神游DS双屏互动多媒体系统）的名稱推出，於2005年7月23日發售。
任天堂DS至今共推出过三款改良机型，依时间顺序分别為任天堂DS Lite、任天堂DSi及任天堂DSi LL。
在2006年7月底，任天堂正式宣佈DS主機的日本銷量突破1000萬大關，為日本電玩史上銷售最快的主機。截至2009年3月6日NDS主机在全球的累计销量突破1亿台。2004年11月21日问世的NDS主机用时4年3个月零2周的时间达到了1亿台的销售成绩，创造了家用游戏机史上的最快纪录。
截止2011年11月5日世界累计销量1.5亿台，即一星期平均銷售約40萬部。打破同公司生產的GameBoy（約1.18億部）的銷量紀錄，成為全世界最高銷量的掌上型遊戲機。
任天堂DS的下一代掌机为任天堂3DS。

## 特性

### 雙螢幕
任天堂DS有上下兩個包含背光的3英吋液晶螢幕，可顯示26萬色。以往許多遊戲中必須要透過畫面切換才能看到的訊息，現在可以使用新增的第二個螢幕來看。

### 觸控式螢幕
觸控式螢幕為任天堂DS最大的特點之一。使用下方的觸控式螢幕和附帶的觸控筆，玩家可以靈活自如地控制遊戲進行。而且觸控式螢幕引入了許多以前通過按鍵不能實現的遊戲方式。

### 聲音識別
通過機身內的麥克風，玩家可以通過聲音來操縱遊戲。

### 網路通信
主機支援Wi-Fi通訊協定，可以透過任天堂公司的無線網路服務「Nintendo Wi-Fi Connection」與世界各地的玩家一起進行遊戲。

### 無線通信
任天堂DS主機內建的無線通信功能，可以將多部任天堂DS主機直接連線進行遊戲。分為「Wireless Play（無線通信遊玩）」和「Download Play（下載遊玩）」兩種方式。
「Wireless Play（無線通信遊玩）」需要準備與人數相同的NDS主機和遊戲軟體，最大人數無上限，依照遊戲軟體而有不同，例如「大合奏!バンドブラザーズ（大合奏）」遊戲可支援無上限的同時遊玩的人數。
「Download Play（下載遊玩）」只需要準備一份遊戲軟體，其他的NDS使用者就能夠從裝有遊戲軟體的NDS主機上下載遊戲，並進行連線遊玩。
因為 Game Boy Advance 通信連線接頭在任天堂DS上被取消的關係，Game Boy Advance的遊戲軟體在任天堂DS 上無法連線對戰。

### 雙卡帶插槽
機身上同時配備有任天堂DS和Game Boy Advance的遊戲卡帶插槽。

## 技術規格
- CPU：ARM946E-S 67MHz + ARM7TDMI 33MHz
- 記憶體：4MB（中國大陆iQue DS宣稱具備簡體中文操作界面，預定將內存擴大至10MB，實際發售時仍維持4MB）
- VRAM：656KB
- 顯示器：3英吋（對角線）附有背光的TFT彩色液晶顯示器
  - 解析度256x192，顏色數26萬色
- ROM：日本MegaChips公司研發的特殊規格記憶體卡匣，最大支持8Gbit（1024MB）以上
- 三維性能：每秒十二萬個多邊形
- 二維性能：每秒三千萬點
- 輸入：十字鍵，A，B，L，R，X，Y，START，SELECT，觸控式螢幕，麥克風
- 網路功能：IEEE 802.11b(DS Lite採用IEEE 802.11g)（Wi-Fi）
- 電源：內置充電式鋰電池（3.7V/850mAh）
- 聲音：立體聲喇叭
- 重量 : 約275克（NDS Lite約218克）

## 主機顏色
NDS 現時有六種主機顏色可供選擇，分別是：
- 鉑銀(Platinum Silver)：2004年12月2日發售
- 墨黑(Graphite Black)：2005年3月24日發售
- 純白(Pure White)：2005年3月24日發售
- 海藍(Turquoise Blue)：2005年4月21日發售
- 甜蜜粉紅(Candy Pink)：2005年4月21日發售
- 紅(Red)：2005年8月8日發售

## 改良机型

### 任天堂DS Lite
任天堂DS Lite（Lite 即比舊版的任天堂DS更輕巧和更光亮的意思）已於2006年3月2日推出，比起舊版的任天堂DS主機體積和重量上都更加縮小，推出之際在日本造成一股搶購熱潮。

### 任天堂DSi
任天堂於2008年10月2日任天堂戰略發表會上公佈的新款NDS系列主機。
NDSi是NDS家族繼NDS Lite後最新的改版主機，改變之處有：
1. 取消GBA卡匣插槽，也不支援GB/GBA向下相容
2. 主機厚度比起NDSL薄2.6mm，重量減輕12%
3. 上下螢幕皆擴大為3.25吋 LCD螢幕
4. 內建兩個30萬像素相機鏡頭，分別放置於轉軸與上蓋外側，拍攝的照片可直接傳到Wii照片頻道觀看
5. 增加音樂播放功能，可自由調整播放速度，支援格式為AAC(延伸副檔名為：mp4、m4a)
6. 新增SD記憶卡插槽，並可以支援SDHC規格
7. 主機內部增加Flash記憶體，並開放DSi Ware服務，與WiiWare一樣可上網下載購買最新遊戲，沿用原本Wii點數，且Wii點數改名為任天堂點數
8. 內建應用程式，類似Wii頻道設計，並內建Opera瀏覽器
9. 2010年3月之前登記DSi即可得到1000點任天堂點數

於2008年11月1日在日本發售，第一波為黑、白兩色，定價18900日元。
自任天堂DSi起开始加入强制锁区功能，并一直延伸至任天堂3DS。

### 任天堂DSi LL/XL
任天堂於2009年11月21日在日本開始發售任天堂DSi LL/XL。
任天堂DSi LL/XL是NDSi的改良版，主要變更為︰
1. 上下皆擴大為4.2吋LCD螢幕
2. 電池續航力提昇
3. 機身隨變大，重量增加約100公克
4. 介面系統變更

## 外部連結
- 任天堂DS （页面存档备份，存于）（任天堂溥天台灣NDS官方網頁）（繁體中文）
- 任天堂DS （页面存档备份，存于）（任天堂香港NDS官方網頁）（繁體中文）
- 神游DS （页面存档备份，存于）（神游科技中国NDS官方網頁）（简体中文）
- ニンテンドーDS（页面存档备份，存于）（任天堂公司網站內的NDS網頁）（日語）
- ニンテンドーWi-Fiコネクション（页面存档备份，存于）（任天堂Wi-Fi無線網路服務網頁）（日語）
- Nintendo Inside （页面存档备份，存于）（日本任天堂新聞）（日語）